# Халина, Алламай
Алламай Халина (фр. Allamaye Halina; род. 1 января 1967, Гуну-Гая, Восточное Майо-Кеби) — чадский политический деятель и дипломат, премьер-министр с 23 мая 2024 года.

## Биография
Алламай Халина родился 1 января 1967 года в городе Гуну-Гая. Он получил степень бакалавра истории и географии в Университете Нджамены в 1992 году, а за ем продолжил обучение в Институте международных отношений Камеруна, где получил степень магистра международных отношений.

## Карьера
Халина был начальником протокола президента Чада Идрис Деби. В 2023 году он стал послом Чада в Китае.
23 мая 2024 года президент Махамат Деби назначил Халину премьер-министром Чада. После этого назначения несколько аналитиков описали нового премьера как техника, не имеющего политических амбиций. Сам же президент называет Халину своим «старшим братом».